# War Machine (pel·lícula de 2017)
War Machine és una pel·lícula satírica americana de guerra dirigida i escrita per David Michôd basada en el llibre de no ficció The Operators de Michael Hastings. És una versió de ficció sobre els esdeveniments del llibre basats en l'acomiadament del General de l'Exèrcit dels Estats Units Stanley McChrystal.
És protagonitzat per Brad Pitt, Anthony Michael Hall, Anthony Hayes, Topher Grace, Will Poulter, Tilda Swinton i Ben Kingsley. Fou estrenada per Netflix el 26 de maig de 2017.

## Argument
El General de quatre estrelles Glen McMahon (Brad Pitt) és enviat a l'Afganistan per portar el final de la guerra, però es troba a si mateix com el que està sota l'atac.

## Repartiment
- Brad Pitt com el General Glen McMahon, basat en el General Stanley McChrystal.[6] És retratat com un general format amb graus de l'Acadèmia Militar dels Estats Units i la Universitat Yale[7] que és enviat per portar una resolució al conflicte dins Afganistan.
- Ben Kingsley com el President Hamid Karzai, el president anterior de l'Afganistan[8]
- Anthony Hayes com el Tinent Comandant Pete Duckman, un SEAL i membre de l'equip de McMahon.
- Emory Cohen com Sergent Willy Dunne, un dels membres de l'equip del General McMahon.
- RJ Cyler com Tech Sergent Andy Moon, membre de les Forces Aèries dels Estats Units d'Amèrica i de l'equip de McMahon que proporciona suport tècnic.
- Daniel Betts com Rear Admiral Simon Ball oficial de la Marina dels Estats Units d'Amèrica i Oficial Superior de Relacions Públiques de McMahon.
- Topher Grace com Mat Poc, assessor civil de premsa de McMahon.
- Anthony Michael Hall com General Major Greg Pulver, basat en el General Michael T. Flynn.
- John Magaro com Coronel Cory Staggart, un Ranger de l'exèrcit i oficial executiu del General McMahon.
- Aymen Hamdouchi com Badi Basim, un soldat afganès que esdevé ajudant de camp del General McMahon.
- Scoot McNairy com Sean Cullen, un periodista del Rolling Stone que acompanya McMahon i el seu personal i actua com a narrador al llarg de la pel·lícula, basat en l'autor Michael Hastings.
- Poulter com Sergent Ricky Ortega, infanteria de Cos Marina.
- Keith Stanfield com Cpl. Billy Cole, un desil·lusionat Marine i membre de l'equip d'Ortega.
- Alan Ruck com Pat McKinnon, Ambaixador dels Estats Units a Afganistan.
- Meg Tilly com Jeanie McMahon, la muller de Glen.
- Griffin Dunne com Ray Canucci.
- Josh Stewart com Capità Dick North, un oficial del Cos de Marines.
- Tilda Swinton com una política alemanya.
- Georgina Rylance com Lydia Cunningham.
- Russell Crowe[9] com General Bob White, un oficial de l'Exèrcit similar a David Petraeus.
- Reggie Brown com el President Barack Obama
- Brendan Lawson com Agent Policial.